# Kulhudhuffushi
Kulhudhuffushi ist eine Insel im Süden des Thiladhunmathi-Miladummadulhu-Atolls des Inselstaats Malediven in der Lakkadivensee (Indischer Ozean). Hauptort ist Kulhudhuffushi City.

## Geschichte
In den Anfängen war es die Indische Bevölkerung, die die Insel zu bevölkern begann.
In den Jahren 1812, 1819 und 1921 wurde die Insel von starken Regenfällen und Stürmen heimgesucht, die erhebliche Schäden verursachten. Die Insel war auch vom Keylakunu-Sturm betroffen, bei welchem die Hälfte der Bevölkerung die Insel verließ. Die alten Bewohner der Insel Kulhudhuffushi waren berühmt für den Mut und die Tapferkeit während der Kriege gegen die Feinde der Nation. Abgesehen davon führte das Volk von Kulhudhuffushi das ganze Atoll Thiladhunmathi in einem Rebellionsakt gegen die Regierung aus Malé in den 1940er Jahren. Die Rebellion entstand wegen der ungerechten Regierungsführung für das damalige Volk des Nordens.

## Geographie
Kulhudhuffushi liegt 275 km nördlich der Landeshauptstadt Malé.
Die Insel ist eine der größten und bevölkerungsreichsten Inseln im nördlichen Teil der Malediven. Sie ist die Verwaltungshauptinsel des Südthiladhunmathi Atolls, mit der Thaana-Kurzbezeichnung ހދ (Haa Dhaalu).

## Bevölkerung
| Jahr | Einwohnerzahl |
| ---- | ------------- |
| 2006 | 6998          |
| 2014 | 8226          |
| 2017 | 9838          |

## Transport
Die gängigste Art, die Insel zu erreichen, ist mit dem Flugzeug; der New Kulhudhuffushi Airport (IATA: HDK, ICAO: VRBK) wurde im August 2019 eröffnet. Außerdem gibt es die Möglichkeit, mit dem Bus von Hanimaadhoo aus anzureisen. Es gibt auch einige Fähren, die die Insel mit den umliegenden Inseln verbinden.

## Wirtschaft
Kulhudhuffushi ist die wirtschaftliche Hauptstadt der nördlichen Malediven. Die Einwohner der Stadt und der umliegenden Siedlungen sind meist im Dienstleistungs- oder Produktionssektor tätig. Hunderte von Inselbewohnern von Thiladhunmathi besuchen zum Einkaufen Kulhudhuffushi, um dort den Samstagsmarkt zu besuchen.

## Sonstiges
Kulhudhuffushi ist bekannt für ihre Mangroven, Palmen und den Tourismus. Der Inselname kommt von Kulhi (deutsch: Mangroven).